# Sân bay Bratsk
Sân bay Bratsk (tiếng Nga: Аэропорт Братск) là một sân bay ở tỉnh Irkutsk, Nga, nằm cách 8 km (5 dặm Anh) về phía bắc của Bratsk. Đây là sân bay hỗn hợp quân sự và dân dụng. Đơn vị 350IAP đóng quân ở đây và chịu trách nhiệm bảo vệ vùng nội Siberia. Đơn vị này đến đóng quân ở đây năm 1984 với một số máy bay Tupolev Tu-128 (Fiddler). Đến thập niên 1990, các loại máy bay quân sự ở đây là MiG-31. Đơn vị 350 IAP đã bị giải tán năm 2002.

## Các hãng hàng không và các điểm đến

### Hãng vận tải hành khách
- Airport Bratsk (Irkutsk)[2]
- Yakutia Airlines (Krasnodar, Moskva-Vnukovo)[3]

### Hãng vận tải hàng hóa
- Atlant-Soyuz Airlines (Kogalym)[4]